# ФК «Сочи» в сезоне 2018/2019
Сезон 2018/2019 — дебютный для футбольного клуба «Сочи», который он проводил в Первенстве Футбольной национальной лиги. Заняв в нем второе место, команда завоевала право на выступление в следующем сезоне в РПЛ. Спустя 20 лет футбольный клуб из Сочи оказался вновь представлен в высшем российском дивизионе.
Команда появилась в городе летом 2018 года: после чемпионата мира по футболу «Динамо» из Санкт-Петербурга переехало на стадион «Фишт» и сменило название на «Сочи». Руководство клуба во главе с его владельцем Борисом Ротенбергом оставило на посту главного тренера Александра Точилина, а также перезаключило контракты с рядом игроков. Досрочный выход в Премьер-лигу ФК «Сочи» обеспечило поражение ФК «Томь» со счетом 0:1 от ярославского «Шинника» в матче 36-го тура, который состоялся 11 мая 2019 года. В результате, за два тура до конца первенства сочинцы оторвались от ближайшего преследователя по турнирной таблице на 7 очков. По итогам сезона 2018/2019 команда заняла второе место в ФНЛ, уступив первое место ФК «Тамбов».
20 мая 2019 года команду пригласили в мэрию Сочи, где игроки были награждены почётными грамотами и благодарностями от имени главы города Анатолия Пахомова.

## Состав
| 12 | Флаг России | Вр  | Николай Заболотный   | 1990 |  |  |  |  |
| 13 | Флаг России | Вр  | Ростислав Солдатенко | 1997 |  |  |  |  |
| 91 | Флаг России | Вр  | Андрей Зайцев        | 1991 |  |  |  |  |
|    |             |     |                      |      |  |  |  |  |
| 15 | Флаг России | Защ | Михаил Коваленко     | 1995 |  |  |  |  |
| 20 | Флаг России | Защ | Игорь Юрганов        | 1993 |  |  |  |  |
| 25 | Флаг России | Защ | Андрей Бычков        | 1988 |  |  |  |  |
| 26 | Флаг России | Защ | Никита Калугин       | 1998 |  |  |  |  |
| 27 | Флаг России | Защ | Кирилл Заика         | 1992 |  |  |  |  |
| 45 | Флаг Сербии | Защ | Иван Миладинович     | 1994 |  |  |  |  |
| 56 | Флаг России | Защ | Кирилл Костин        | 1994 |  |  |  |  |
| 63 | Флаг России | Защ | Темур Мустафин       | 1995 |  |  |  |  |
| 92 | Флаг России | Защ | Валерий Почивалин    | 1992 |  |  |  |  |
|    |             |     |                      |      |  |  |  |  |

| 5  | Флаг России     | ПЗ  | Алексей Померко   | 1990 |  |  |  |  |
| 7  | Флаг России     | ПЗ  | Евгений Песегов   | 1989 |  |  |  |  |
| 8  | Флаг России     | ПЗ  | Никита Саламатов  | 1994 |  |  |  |  |
| 9  | Флаг России     | ПЗ  | Иван Соловьев     | 1993 |  |  |  |  |
| 11 | Флаг России     | ПЗ  | Игорь Горбунов    | 1997 |  |  |  |  |
| 14 | Флаг России     | ПЗ  | Роман Косянчук    | 1993 |  |  |  |  |
| 18 | Флаг России     | ПЗ  | Никита Бурмистров | 1989 |  |  |  |  |
| 94 | Флаг Черногории | ПЗ  | Душан Лагатор     | 1994 |  |  |  |  |
|    |                 |     |                   |      |  |  |  |  |
| 10 | Флаг России     | Нап | Максим Барсов     | 1993 |  |  |  |  |
| 23 | Флаг России     | Нап | Анзор Саная       | 1989 |  |  |  |  |
| 99 | Флаг России     | Нап | Николай Обольский | 1997 |  |  |  |  |

## Трансферы

### Пришли в клуб
| Поз. | Игрок              | Прежний клуб     | Тип перехода | Трансферная стоимость | Дата прихода   |
| ---- | ------------------ | ---------------- | ------------ | --------------------- | -------------- |
| Вр   | Николай Заболотный | Ротор            | Трансфер     | €500 тыс.             | 1 июля 2018    |
| Защ  | Кирилл Заика       | Химки            | Трансфер     | €400 тыс.             | 1 июля 2018    |
| Защ  | Никита Калугин     | Динамо (Москва)  | Трансфер     | €350 тыс.             | 16 июля 2018   |
| Защ  | Иван Миладинович   | Раднички         | Трансфер     | €300 тыс.             | 4 июля 2018    |
| Защ  | Темур Мустафин     | Факел (Воронеж)  | Трансфер     | €150 тыс.             | 1 июля 2018    |
| Защ  | Валерий Почивалин  | Балтика          | Трансфер     | €150 тыс.             | 1 июля 2018    |
| ПЗ   | Никита Бурмистров  | Ротор            | Трансфер     | €400 тыс.             | 1 июля 2018    |
| ПЗ   | Игорь Горбунов     | Нижний Новгород  | Трансфер     | €350 тыс.             | 1 июля 2018    |
| ПЗ   | Роман Косянчук     | Торпедо (Москва) | Трансфер     | €150 тыс.             | 6 июля 2018    |
| ПЗ   | Душан Лагатор      | Чукарички        | Трансфер     | €300 тыс.             | 1 июля 2018    |
| ПЗ   | Алексей Померко    | Томь             | Трансфер     | €400 тыс.             | 1 июля 2018    |
| ПЗ   | Никита Саламатов   | Тюмень           | Трансфер     | €250 тыс.             | 1 июля 2018    |
| Нап  | Анзор Саная        | Томь             | Трансфер     | €300 тыс.             | 1 июля 2018    |
| Нап  | Николай Обольский  | Динамо (Москва)  | Аренда       | €350 тыс.             | 1 августа 2018 |

## Статистика сезона

### Игры и голы
| №.                                                              | Нац.            | Позиция | Игрок                | Всего   | Всего   | ФНЛ     | ФНЛ     | Кубок России | Кубок России |         |         |         |         |         |         |
| №.                                                              | Нац.            | Позиция | Игрок                | Игры    | Голы    | Игры    | Голы    | Игры         | Голы         |         |         |         |         |         |         |
| Вратари                                                         | Вратари         | Вратари | Вратари              | Вратари | Вратари | Вратари | Вратари | Вратари      | Вратари      | Вратари | Вратари | Вратари | Вратари | Вратари | Вратари |
| --------------------------------------------------------------- | --------------- | ------- | -------------------- | ------- | ------- | ------- | ------- | ------------ | ------------ | ------- | ------- | ------- | ------- | ------- | ------- |
| 12                                                              | Флаг России     | Вр      | Николай Заболотный   | 35      | -29     | 35+0    | -29     | 0+0          | 0            |         |         |         |         |         |         |
| 13                                                              | Флаг России     | Вр      | Ростислав Солдатенко | 4       | -5      | 3+0     | -3      | 1+0          | -2           |         |         |         |         |         |         |
| Защитники                                                       |                 |         |                      |         |         |         |         |              |              |         |         |         |         |         |         |
| 20                                                              | Флаг России     | Защ     | Игорь Юрганов        | 35      | 2       | 33+1    | 2       | 1+0          | 0            |         |         |         |         |         |         |
| 25                                                              | Флаг России     | Защ     | Андрей Бычков        | 7       | 0       | 5+2     | 0       | 0+0          | 0            |         |         |         |         |         |         |
| 26                                                              | Флаг России     | Защ     | Никита Калугин       | 28      | 0       | 20+7    | 0       | 1+0          | 0            |         |         |         |         |         |         |
| 27                                                              | Флаг России     | Защ     | Кирилл Заика         | 17      | 0       | 16+0    | 0       | 1+0          | 0            |         |         |         |         |         |         |
| 34                                                              | Флаг России     | Защ     | Тимофей Маргасов     | 13      | 0       | 10+3    | 0       | 0+0          | 0            |         |         |         |         |         |         |
| 45                                                              | Флаг Сербии     | Защ     | Иван Миладинович     | 33      | 2       | 28+5    | 2       | 0+0          | 0            |         |         |         |         |         |         |
| 92                                                              | Флаг России     | Защ     | Валерий Почивалин    | 32      | 0       | 28+3    | 0       | 0+1          | 0            |         |         |         |         |         |         |
| Полузащитники                                                   |                 |         |                      |         |         |         |         |              |              |         |         |         |         |         |         |
| 3                                                               | Флаг России     | ПЗ      | Алан Касаев          | 11      | 0       | 11+0    | 0       | 0+0          | 0            |         |         |         |         |         |         |
| 5                                                               | Флаг России     | ПЗ      | Алексей Померко      | 33      | 3       | 33+0    | 3       | 0+0          | 0            |         |         |         |         |         |         |
| 7                                                               | Флаг России     | ПЗ      | Евгений Песегов      | 35      | 10      | 32+2    | 10      | 0+1          | 0            |         |         |         |         |         |         |
| 8                                                               | Флаг России     | ПЗ      | Никита Саламатов     | 14      | 3       | 2+11    | 3       | 1+0          | 0            |         |         |         |         |         |         |
| 11                                                              | Флаг России     | ПЗ      | Игорь Горбунов       | 35      | 5       | 17+17   | 5       | 1+0          | 0            |         |         |         |         |         |         |
| 14                                                              | Флаг России     | ПЗ      | Роман Косянчук       | 22      | 0       | 3+18    | 0       | 1+0          | 0            |         |         |         |         |         |         |
| 18                                                              | Флаг России     | ПЗ      | Никита Бурмистров    | 32      | 4       | 30+1    | 3       | 1+0          | 1            |         |         |         |         |         |         |
| 21                                                              | Флаг Казахстана | ПЗ      | Акмаль Бахтияров     | 6       | 0       | 1+5     | 0       | 0+0          | 0            |         |         |         |         |         |         |
| 55                                                              | Флаг России     | ПЗ      | Ян Казаев            | 11      | 2       | 11+0    | 2       | 0+0          | 0            |         |         |         |         |         |         |
| 94                                                              | Флаг Черногории | ПЗ      | Душан Лагатор        | 33      | 0       | 16+16   | 0       | 1+0          | 0            |         |         |         |         |         |         |
| Нападающие                                                      |                 |         |                      |         |         |         |         |              |              |         |         |         |         |         |         |
| 10                                                              | Флаг России     | Нап     | Максим Барсов        | 33      | 19      | 30+2    | 19      | 0+1          | 0            |         |         |         |         |         |         |
| 29                                                              | Флаг Нигерии    | Нап     | Стефен Альфред       | 7       | 0       | 2+5     | 0       | 0+0          | 0            |         |         |         |         |         |         |
| 99                                                              | Флаг России     | Нап     | Николай Обольский    | 31      | 5       | 5+25    | 5       | 1+0          | 0            |         |         |         |         |         |         |
| * Игроки, покинувшие команду или ушедшие в аренду в этом сезоне |                 |         |                      |         |         |         |         |              |              |         |         |         |         |         |         |
| 9                                                               | Флаг России     | ПЗ      | Иван Соловьёв        | 22      | 2       | 20+2    | 2       | 0+0          | 0            |         |         |         |         |         |         |
| 15                                                              | Флаг России     | Защ     | Михаил Коваленко     | 1       | 0       | 0+1     | 0       | 0+0          | 0            |         |         |         |         |         |         |
| 16                                                              | Флаг России     | Защ     | Евгений Макеев       | 7       | 0       | 7+0     | 0       | 0+0          | 0            |         |         |         |         |         |         |
| 17                                                              | Флаг России     | Защ     | Максим Скляров       | 3       | 0       | 0+2     | 0       | 0+1          | 0            |         |         |         |         |         |         |
| 23                                                              | Флаг России     | Нап     | Анзор Саная          | 23      | 3       | 20+3    | 3       | 0+0          | 0            |         |         |         |         |         |         |
| 63                                                              | Флаг России     | Защ     | Темур Мустафин       | 9       | 0       | 1+7     | 0       | 1+0          | 0            |         |         |         |         |         |         |

### Бомбардиры
Включает в себя все официальные игры. Список отсортирован по итоговому результату.
| Поз. | Нац.            | Номер | Имя               | ФНЛ | Кубок России | Итого |
| ---- | --------------- | ----- | ----------------- | --- | ------------ | ----- |
| 1    | Флаг России     | 10    | Максим Барсов     | 19  | 0            | 19    |
| 2    | Флаг России     | 7     | Евгений Песегов   | 10  | 0            | 10    |
| 3    | Флаг России     | 99    | Николай Обольский | 6   | 0            | 6     |
| 4    | Флаг России     | 11    | Игорь Горбунов    | 5   | 0            | 5     |
| 5    | Флаг России     | 18    | Никита Бурмистров | 3   | 1            | 4     |
| 6    | Флаг России     | 23    | Анзор Саная       | 3   | 0            | 3     |
| 7    | Флаг России     | 5     | Алексей Померко   | 3   | 0            | 3     |
| 8    | Флаг России     | 8     | Никита Саламатов  | 3   | 0            | 3     |
| 9    | Флаг Сербии     | 45    | Иван Миладинович  | 2   | 0            | 2     |
| 10   | Флаг России     | 9     | Иван Соловьёв     | 2   | 0            | 2     |
| 11   | Флаг России     | 55    | Ян Казаев         | 2   | 0            | 2     |
| 12   | Флаг России     | 20    | Игорь Юрганов     | 2   | 0            | 2     |
| 13   | Флаг Черногории | 94    | Душан Лагатор     | 1   | 0            | 1     |
|      |                 |       | Автоголы          | 2   | 0            | 2     |

### «Сухие» матчи
Включает в себя все официальные игры. Список отсортирован по итоговому результату.
| Поз. | Нац.        | Номер | Имя                  | ФНЛ | Кубок России | Итого |
| ---- | ----------- | ----- | -------------------- | --- | ------------ | ----- |
| 1    | Флаг России | 12    | Николай Заболотный   | 13  | 0            | 13    |
| 2    | Флаг России | 13    | Ростислав Солдатенко | 1   | 0            | 1     |

### Пенальти
Включает в себя все официальные игры. Список отсортирован по итоговому результату.
| Игрок             | Дата             | Соревнование | Соперник      | Статус |
| ----------------- | ---------------- | ------------ | ------------- | ------ |
| Анзор Саная       | 8 августа 2018   | ФНЛ          | Зенит-2       | Промах |
| Никита Бурмистров | 8 августа 2018   | ФНЛ          | Зенит-2       | Забит  |
| Никита Бурмистров | 22 августа 2018  | Кубок России | Черноморец    | Забит  |
| Никита Бурмистров | 15 сентября 2018 | ФНЛ          | Мордовия      | Промах |
| Максим Барсов     | 20 сентября 2018 | ФНЛ          | Сибирь        | Забит  |
| Максим Барсов     | 10 ноября 2018   | ФНЛ          | Зенит-2       | Забит  |
| Максим Барсов     | 14 ноября 2018   | ФНЛ          | Ротор         | Забит  |
| Максим Барсов     | 24 ноября 2018   | ФНЛ          | Балтика       | Забит  |
| Евгений Песегов   | 24 марта 2019    | ФНЛ          | СКА-Хабаровск | Забит  |
| Максим Барсов     | 30 марта 2019    | ФНЛ          | Мордовия      | Забит  |
| Евгений Песегов   | 7 апреля 2019    | ФНЛ          | Тюмень        | Забит  |
| Евгений Песегов   | 28 апреля 2019   | ФНЛ          | Томь          | Забит  |
| Евгений Песегов   | 4 мая 2019       | ФНЛ          | Сибирь        | Забит  |

### Общая статистика
В данной таблице не учитываются результаты товарищеских матчей.
| Сыграно матчей          | 39 (38 ФНЛ, 1 Кубок России)                                                                                          |
| Победы                  | 19 (19 ФНЛ, 0 Кубок России)                                                                                          |
| Ничьи                   | 12 (12 ФНЛ, 0 Кубок России)                                                                                          |
| Поражения               | 8 (7 ФНЛ, 1 Кубок России)                                                                                            |
| Забито мячей            | 64 (1,64 за игру) |
| Пропущено мячей         | 36 (0,92 за игру) |
| Разница мячей           | +28 |
| Матчей на ноль          | 14 |
| Желтых карточек         | 74 (1,9 за игру) |
| Удаления                | 5 (0,13 за игру) |
| Худшая дисциплина       | Иван Миладинович (1 7 )                                                                                              |
| Лучший счёт             | 2:6 (Г) против «Чертаново» — Первенство ФНЛ, 30 сентября 2018                                                        |
| Худший счёт             | 0:2 (Д) против «Мордовии» — Первенство ФНЛ, 15 сентября 2018 0:2 (Д) против «Факела» — Первенство ФНЛ, 4 ноября 2018 |
| Наибольшее число матчей | Николай Заболотный Игорь Юрганов Евгений Песегов Игорь Горбунов (35 матчей)                                          |
| Лучший бомбардир        | Максим Барсов (19 мячей)                                                                                             |

## Соревнования
| Соревнование           | Первый матч     | Последний матч  | Раунд-начало | Итог выступления | Статистика выступлений | Статистика выступлений | Статистика выступлений | Статистика выступлений | Статистика выступлений | Статистика выступлений | Статистика выступлений | Статистика выступлений | Ссылка |
| Соревнование           | Первый матч     | Последний матч  | Раунд-начало | Итог выступления | И                      | В                      | Н                      | П                      | ГЗ                     | ГП                     | РМ                     | В%                     | Ссылка |
| ---------------------- | --------------- | --------------- | ------------ | ---------------- | ---------------------- | ---------------------- | ---------------------- | ---------------------- | ---------------------- | ---------------------- | ---------------------- | ---------------------- | ------ |
| ФНЛ                    | 17 июля 2018    | 25 мая 2019     | 1 тур        | 2 место          | 38                     | 19                     | 12                     | 7                      | 63                     | 34                     | +29                    | 050,00                 |        |
| Кубок России           | 22 августа 2018 | 22 августа 2018 | 1/32 финала  | 1/32 финала      | 1                      | 0                      | 0                      | 1                      | 1                      | 2                      | −1                     | 000,00                 |        |
| Всего                  | Всего           | Всего           | Всего        | Всего            | 39                     | 19                     | 12                     | 8                      | 64                     | 36                     | +28                    | 048,72                 |        |
| Обновлено: 25 мая 2018 |                 |                 |              |                  |                        |                        |                        |                        |                        |                        |                        |                        |        |

## Предсезонные матчи

### Лето 2018
| 21 июня 2018 Товарищеский матч | Сочи      | 1:0   | АГМК (Алмалык) | Минск |
| 18:00 МСК                      | Саная 42′ | Отчёт |                |       |

| 24 июня 2018 Товарищеский матч | Спартак (Москва)                     | 2:0   | Сочи | Тарасовка |
| 17:00 МСК                      | Луис Адриано 3′ · Зе Луиш 67′ (пен.) | Отчёт |      |           |

| 30 июня 2018 Товарищеский матч | Сочи | 0:0   | Армавир | Минск            |
| 18:00 МСК                      |      | Отчёт |         | Стадион: Торпедо |

| 2 июля 2018 Товарищеский матч | Шахтёр (Солигорск) | 0:4   | Сочи                                                   | Солигорск |
| 15:00 МСК                     |                    | Отчёт | 50′ Скляров · 72′ Бурмистров · 83′ Саная · 87′ Калугин |           |

| 5 июля 2018 Товарищеский матч | Сочи             | 1:0   | Нижний Новгород | Минск                      |
| 18:00 МСК                     | Саная 52′ (пен.) | Отчёт |                 | Стадион: СОК «Олимпийский» |

## Первенство ФНЛ 2018/19

### Турнирная таблица
| Поз | Команда         | И  | В  | Н  | П  | МЗ | МП | РМ  | О  | Квалификация или выбывание            |
| --- | --------------- | -- | -- | -- | -- | -- | -- | --- | -- | ------------------------------------- |
| 1   | Тамбов          | 38 | 21 | 10 | 7  | 55 | 35 | +20 | 73 | Выход в РПЛ-2019/20                   |
| 2   | Сочи            | 38 | 19 | 12 | 7  | 63 | 34 | +29 | 69 | Выход в РПЛ-2019/20                   |
| 3   | Томь            | 38 | 17 | 13 | 8  | 40 | 25 | +15 | 64 | Стыковые матчи за места в РПЛ-2019/20 |
| 4   | Нижний Новгород | 38 | 18 | 8  | 12 | 41 | 31 | +10 | 62 | Стыковые матчи за места в РПЛ-2019/20 |
| 5   | Чертаново       | 38 | 17 | 10 | 11 | 65 | 53 | +12 | 61 |                                       |

Пункт 4.5. В случае равенства очков, набранных в Первенстве, у двух и более команд, места между ними в турнирной таблице определяются в следующей последовательности:
− по наибольшему числу побед во всех матчах;
− по результатам игр между собой (число очков, количество побед, разность забитых и пропущенных мячей, число забитых мячей, число забитых мячей на чужом поле);
− по лучшей разности забитых и пропущенных мячей во всех матчах;
− по наибольшему числу забитых мячей во всех матчах;
− по наибольшему числу мячей, забитых на чужих полях во всех матчах;
− по жребию.
Пункт 4.6. При абсолютном равенстве всех указанных показателей, указанных в п.4.5, кроме жребия, победитель Первенства между командами, занявшими 1-е и 2-е места, определяется в дополнительном матче.

### Результаты по турам
| Тур   | 01 | 02 | 03 | 04 | 05 | 06 | 07 | 08 | 09 | 10 | 11 | 12 | 13 | 14 | 15 | 16 | 17 | 18 | 19 | 20 | 21 | 22 | 23 | 24 | 25 | 26 | 27 | 28 | 29 | 30 | 31 | 32 | 33 | 34 | 35 | 36 | 37 | 38 |
| ----- | -- | -- | -- | -- | -- | -- | -- | -- | -- | -- | -- | -- | -- | -- | -- | -- | -- | -- | -- | -- | -- | -- | -- | -- | -- | -- | -- | -- | -- | -- | -- | -- | -- | -- | -- | -- | -- | -- |
| Поле  | Д  | В  | Д  | В  | В  | В  | Д  | В  | Д  | В  | Д  | В  | Д  | В  | Д  | В  | Д  | Д  | В  | Д  | Д  | Д  | В  | Д  | В  | Д  | В  | Д  | В  | Д  | В  | Д  | В  | Д  | В  | В  | Д  | В  |
| Итог  | П  | В  | В  | Н  | В  | Н  | П  | В  | Н  | Н  | П  | П  | Н  | В  | Н  | П  | В  | В  | Н  | П  | В  | В  | Н  | В  | Н  | В  | В  | В  | В  | Н  | В  | В  | В  | В  | В  | П  | Н  | Н  |
| Место | 17 | 11 | 6  | 7  | 3  | 5  | 6  | 6  | 6  | 7  | 9  | 10 | 10 | 7  | 8  | 9  | 7  | 7  | 7  | 9  | 8  | 7  | 8  | 6  | 6  | 4  | 3  | 3  | 3  | 3  | 3  | 2  | 2  | 2  | 1  | 1  | 2  | 2  |

Последнее обновление: 25 мая 2019.
Источник: Матчи

Поле: Д = дома; В = на выезде. Итог: Н = ничья; П = команда проиграла; В = команда выиграла; О = матч отложен.

### Статистика выступлений
| Итого | Итого | Итого | Итого | Итого | Итого | Итого | Итого | Дома | Дома | Дома | Дома | Дома | Дома | На выезде | На выезде | На выезде | На выезде | На выезде | На выезде |
| И     | О     | В     | Н     | П     | МЗ    | МП    | РМ    | В    | Н    | П    | МЗ   | МП   | РМ   | В         | Н         | П         | МЗ        | МП        | РМ        |
| ----- | ----- | ----- | ----- | ----- | ----- | ----- | ----- | ---- | ---- | ---- | ---- | ---- | ---- | --------- | --------- | --------- | --------- | --------- | --------- |
| 38    | 69    | 19    | 12    | 7     | 63    | 34    | +29   | 10   | 5    | 4    | 30   | 18   | +12  | 9         | 7         | 3         | 33        | 16        | +17       |

### Матчи
| 17 июля 2018 1 тур | Сочи                        | 0:1 (0:0) | Спартак-2 (Москва)                             | Сочи                                                                                                 |
| 19:00 МСК | Почивалин 63' · Юрганов 73' | Отчёт     | 65′ (пен.) Пантелеев · 67' Бакаев · 79' Маслов | Стадион: Центральный стадион имени Славы Метревели Зрителей: 3 306 Судья: Николай Волошин (Смоленск) |
| Сочи: Заболотный, Заика, Калугин, Почивалин, Юрганов, Песегов, Соловьёв (Саламатов 66'), Бурмистров, Померко, Саная, Барсов. Главный тренер: Александр Точилин. Спартак-2: Ермаков, Маслов, Воропаев, Лихачёв, Миронов, Пантелеев, Рудковский, Тюнин, Бакаев (Мазуров 84'), Александр Руденко, Нимели. Главный тренер: Виктор Булатов. |                             |           |                                                | |

| 22 июля 2018 2 тур | Факел (Воронеж)                                        | 1:2 (1:1) | Сочи                                                                                    | Воронеж                                                                                |
| 17:00 МСК | Ломакин 11' · Беликов 26' · Цвейба 41′ · Лебеденко 79' | Отчёт     | 3′ Барсов · 18' Соловьёв · 69' 75′ Саная · 79' Померко · 80' Бурмистров · 81' Саламатов | Стадион: Центральный стадион профсоюзов Зрителей: 2 250 Судья: Алексей Сухой (Люберцы) |
| Факел: Терновский, Цвейба (Митасов 76'), Беликов, Божин, Бабенков, Лебеденко (Дорожкин 86'), Ломакин (Кузьмин 65'), Афанасьев (Орлов 76'), Мануковский, Молодцов, Бирюков. Главный тренер: Сергей Волгин. Сочи: Заболотный, Юрганов, Почивалин, Заика, Миладинович, Померко, Бурмистров (Калугин 89'), Соловьёв (Горбунов 63'), Песегов (Лагатор 83'), Барсов (Саламатов 67'), Саная. Главный тренер: Александр Точилин. |                                                        |           |                                                                                         |                                                                                        |

| 29 июля 2018 3 тур | Сочи                                                            | 3:2 (2:0) | Химки                                             | Сочи                                                                                            |
| 18:00 МСК | Барсов 18′ 26′ · Миладинович 47' · Бурмистров 51′ · Песегов 81' | Отчёт     | 49′ (пен.) 90+4′ (пен.) Петрусев · 90' Мильдзихов | Стадион: Центральный стадион имени Славы Метревели Зрителей: 2 589 Судья: Антон Фролов (Москва) |
| Сочи: Заболотный, Юрганов, Почивалин (Мустафин 77'), Заика, Миладинович, Померко (Лагатор 61'), Бурмистров, Соловьёв (Горбунов 50'), Песегов, Барсов (Саламатов 68'), Саная. Главный тренер: Александр Точилин. Химки: Кавлинов, Данилкин, Димидко, Филин (Смирнов 73'), Мильдзихов, Корян, Петрусев, Нетфуллин, Моргунов, Талалай (Алиев 58'), Болов. Главный тренер: Игорь Шалимов. |                                                                 |           |                                                   |                                                                                                 |

| 4 августа 2018 4 тур | Ротор (Волгоград)                    | 1:1 (0:0) | Сочи                         | Волгоград                                                               |
| 18:00 МСК | Друзин 39' · Эдиев 56′ · Маляров 62' | Отчёт     | 82' Косянчук · 86′ 89' Саная | Стадион: Волгоград Арена Зрителей: 25 725 Судья: Игорь Федотов (Москва) |
| Ротор: Фильцов, Бугаев, Маляров, Байрыев, Эдиев, Якуба (Васильев 90+1'), Завезён (Муллин 82'), Друзин, Воробьёв, Лобкарёв (Чабанов 88'), Мязин (Абдулавов 77'). Главный тренер: Роберт Евдокимов. Сочи: Заболотный, Юрганов, Почивалин, Заика, Миладинович, Померко (Косянчук 62'), Бурмистров, Соловьёв (Горбунов 61'), Песегов (Обольский 69'), Барсов (Лагатор 87'), Саная. Главный тренер: Александр Точилин. |                                      |           |                              |                                                                         |

| 8 августа 2018 5 тур | Зенит-2 (Санкт-Петербург)  | 1:4 (0:3) | Сочи                                             | Санкт-Петербург                                                |
| 17:00 МСК | Воробьёв 65′ · Плетнёв 78' | Отчёт     | 2′ 7′ Барсов · 45′ Саная · 81′ (пен.) Бурмистров | Стадион: Петровский Зрителей: 521 Судья: Сергей Чебан (Москва) |
| Зенит-2: Гойло, Рукас (Молчан 46'), Синяк, Скроботов (Сергеев 46'), Байрамов, Казаков, Камышев (Плетнёв 31'), Мусаев, Прудников (Бачинский 61'), Воробьёв, Тарасов. Главный тренер: Александр Горшков Сочи: Заболотный, Калугин, Заика (Миладинович 61'), Мустафин, Юрганов, Бурмистров, Песегов (Косянчук 46'), Померко, Горбунов, Саная (Обольский 46'), Барсов (Саламатов 52'). Главный тренер: Александр Точилин. |                            |           |                                                  |                                                                |

| 12 августа 2018 6 тур | Балтика (Калининград)                                                    | 2:2 (1:1) | Сочи                           | Калининград                                                           |
| 18:00 МСК | Юрганов 7′ (авт.) · Григорьев 19' · Тишкин 72' · Пугин 82′ · Таказов 89' | Отчёт     | 22′ Миладинович · 50′ Горбунов | Стадион: Калининград Зрителей: 9 685 Судья: Алексей Николаев (Москва) |
| Балтика: Помазан, Тишкин, Магаль (Шабалин 54'), Плиев, Таказов, Григорьев (Радунович 78'), Касаев, Торбинский (Дзаламидзе 68'), Шешуков, Дудиев (Каленкович 77'), Пугин. Главный тренер: Валерий Непомнящий Сочи: Заболотный, Заика, Миладинович, Почивалин, Юрганов, Песегов (Лагатор 85'), Соловьёв (Коваленко 79'), Померко, Горбунов, Саная (Обольский 82'), Барсов (Косянчук 75'). Главный тренер: Александр Точилин. |                                                                          |           |                                |                                                                       |

| 18 августа 2018 7 тур | Сочи                            | 0:1 (0:1) | Нижний Новгород                                             | Сочи                                                              |
| 19:00 МСК | Почивалин 40' · Миладинович 51' | Отчёт     | 34′ Игнатович · 45+1' Скворцов · 51' Палиенко · 62' Морозов | Стадион: Фишт Зрителей: 8 582 Судья: Лаша Верулидзе (Владикавказ) |
| Сочи: Заболотный, Заика, Миладинович, Почивалин, Юрганов, Бурмистров, Померко, Песегов (Обольский 68'), Соловьёв (Горбунов 61'), Барсов, Саная. Главный тренер: Александр Точилин. Нижний Новгород: Сысуев, Абазов, Морозов, Хайрулов, Федорив (Нежелев 67'), Хрипков, Палиенко (Абрамов 70'), Скворцов, Симанов (Чирьяк 86'), Фомин, Игнатович (Гогличидзе 59'). Главный тренер: Дмитрий Черышев. |                                 |           |                                                             |                                                                   |

| 26 августа 2018 8 тур | Армавир                                                                                | 0:3 (0:1) | Сочи                                                                   | Армавир                                                            |
| 19:00 МСК | Безлихотнов 9' · Мирошниченко 17' · Веркашанский 22' · Концедалов 52' · Мичуренков 82' | Отчёт     | 25' Миладинович · 29′ Горбунов · 25' Саная · 51′ Барсов · 73′ Соловьёв | Стадион: Юность Зрителей: 3 000 Судья: Станислав Васильев (Ижевск) |
| Армавир: Руденок, Концедалов, Мирошниченко, Соболь, Гаджибеков, Дышеков, Безлихотнов (Лусикян 76'), Поляков (Синявский 64'), Клопков (Гурфов 57'), Романенко, Веркашанский (Мичуренков 35'). Главный тренер: Арсен Папикян. Сочи: Заболотный, Заика (Калугин 84'), Миладинович, Почивалин, Юрганов, Померко (Лагатор 81'), Соловьёв, Песегов, Горбунов (Скляров 77'), Саная (Обольский 76'), Барсов. Главный тренер: Александр Точилин. |                                                                                        |           |                                                                        |                                                                    |

| 1 сентября 2018 9 тур | Сочи                                                     | 1:1 (1:0) | Краснодар-2               | Сочи                                                                                                   |
| 18:00 МСК | Почивалин 15' · Песегов 27' · Барсов 43′ 89' · Заика 67' | Отчет     | 34' 71′ (пен.) Окриашвили | Стадион: Центральный стадион имени Славы Метревели Зрителей: 2 764 Судья: Максим Чембулатов (Кострома) |
| Сочи: Заболотный, Заика, Миладинович, Почивалин, Юрганов, Бурмистров, Померко (Обольский 90'), Песегов, Соловьёв (Горбунов 81'), Барсов, Саная. Главный тренер: Александр Точилин. Краснодар-2: Сафонов, Назаров (Григорян 69'), Парадин (Рзаев 79'), Голубев, Татаев, Страндберг, Окриашвили, Катрич, Уткин, Онугха, Сергеев. Главный тренер: Игорь Пикущак. |                                                          |           |                           | |

| 8 сентября 2018 10 тур | СКА-Хабаровск                                                  | 2:2 (2:1) | Сочи                                                        | Хабаровск                                                                    |
| 11:00 МСК | Дедечко 11′ (пен.) 77' · Зайцев 34′ · Гарбуз 53' · Федотов 62' | Отчет     | 2′ Миладинович · 20' Соловьёв · 58′ Обольский · 73' Юрганов | Стадион: Стадион имени Ленина Зрителей: 4 230 Судья: Евгений Турбин (Москва) |
| СКА-Хабаровск: Опарин, Приндета, Гарбуз, Хомуха, Зайцев, Алейник (Радченко 76'), Дедечко, Кабутов, Федотов (Никифоров 65'), Карасёв (Квеквескири 86'), Базелюк (Секульский 65'). Главный тренер: Вадим Евсеев. Сочи: Заболотный, Миладинович, Почивалин, Заика, Юрганов, Соловьёв (Мустафин 89'), Померко, Бурмистров (Горбунов 62'), Песегов, Барсов (Лагатор 86'), Обольский. Главный тренер: Александр Точилин. |                                                                |           |                                                             |                                                                              |

| 15 сентября 2018 11 тур | Сочи                        | 0:2 (0:0) | Мордовия (Саранск)                                                          | Сочи                                                                  |
| 18:00 МСК | Саная 16' · Миладинович 34' | Отчёт     | 41' Петров · 74' Сухарев · 78' Киреев · 85′ Русл. Мухаметшин · 90+3′ Обухов | Стадион: Фишт Зрителей: 4 324 Судья: Игорь Низовцев (Нижний Новгород) |
| Сочи: Заболотный, Заика, Миладинович, Почивалин, Юрганов, Бурмистров, Померко (Лагатор 81'), Песегов, Соловьёв (Горбунов 60'), Барсов (Обольский 70'), Саная. Главный тренер: Александр Точилин. Мордовия: Кобзев, Лебедев, Климов, Ятченко, Сухарев, Руст. Мухаметшин (Обухов 66'), Киреев (Соболев 90+1'), Поярков, Петров (Дворецков 58'), Русл. Мухаметшин (Багаев 89'). Главный тренер: Марат Мустафин. |                             |           |                                                                             |                                                                       |

| 19 сентября 2018 12 тур | Тюмень                                                                         | 2:1 (0:1) | Сочи                      | Тюмень                                                               |
| 17:00 МСК | Теленков 53′ 82' · Малоян 69' · Рябокобыленко 75' · Козлов 78′ · Коваленко 90' | Отчёт     | 22' Горбунов · 31′ Барсов | Стадион: Геолог Зрителей: 1 150 Судья: Владимир Сельдяков (Балашиха) |
| Тюмень: Бучнев, Шакуро (Хайманов 38'), Столяренко, Коваленко, Козлов, Рябокобыленко (Лешонок 87'), Леонтьев, Теленков, Чудин, Парняков (Лаук 46'), Малоян (Карпов 71'). Главный тренер: Горан Алексич. Сочи: Солдатенко, Макеев (Мустафин 66'), Калугин, Заика, Юрганов, Лагатор, Бурмистров, Горбунов, Померко (Косянчук 79'), Барсов, Саная (Обольский 71'). Главный тренер: Александр Точилин. |                                                                                |           |                           |                                                                      |

| 23 сентября 2018 13 тур | Сочи                        | 0:0 (0:0) | Тамбов     | Сочи                                                          |
| 17:00 МСК | Бурмистров 7' · Померко 46' | Отчёт     | 81' Шляков | Стадион: Фишт Зрителей: 3 524 Судья: Евгений Кукуляк (Калуга) |
| Сочи: Заболотный, Юрганов (Калугин 61'), Макеев (Мустафин 83'), Заика, Миладинович, Бурмистров, Померко (Лагатор 69'), Соловьёв, Горбунов (Саная 62'), Песегов, Барсов. Главный тренер: Александр Точилин. Тамбов: Вавилин, Горбатюк, Шляков, Рыбин, Овсиенко, Шевчук (Муйва 62'), Чернышов (Чистяков 90'), Кашчелан, Клёнкин (Килин 68'), Чуперка, Аппаев (Себаи 57'). Главный тренер: Тимур Шипшев. |                             |           |            |                                                               |

| 30 сентября 2018 14 тур | Чертаново (Москва)                         | 2:6 (0:2) | Сочи                                                                                                | Домодедово                                                           |
| 17:00 МСК | Сарвели 36′ · Редькович 77' · Цыпченко 87′ | Отчёт     | 30′, 46′ Барсов · 40′ Соловьёв · 51' Макеев · 67′ (авт.) Редькович · 90′ Обольский · 90+1′ Горбунов | Стадион: Авангард Зрителей: 800 Судья: Иван Сараев (Санкт-Петербург) |
| Чертаново: Радионов, Паршиков, Бартасевич (Горшков 76'), Солдатенков, Редькович, Глушенков, Умяров, Витюгов, Ежов (Майрович 86'), Зиньковский (Цыпченко 72'), Сарвели (Великородный 79'). Главный тренер: Игорь Осинькин. Сочи: Заболотный, Калугин, Почивалин (Горбунов 51'), Миладинович, Макеев, Соловьёв (Лагатор 53'), Померко, Бурмистров (Косянчук 78'), Песегов, Саная (Обольский 84'), Барсов. Главный тренер: Александр Точилин. |                                            |           | |                                                                      |

| 6 октября 2018 15 тур | Сочи                                       | 2:2 (2:2) | Луч (Владивосток)                          | Сочи                                                                    |
| 20:00 МСК | Бурмистров 9′ 79' · Барсов 44′ · Заика 88' | Отчёт     | 4′ Суслов · 5′ 11' Прокофьев · 83' Калугин | Стадион: Фишт Зрителей: 3 470 Судья: Василий Казарцев (Санкт-Петербург) |
| Сочи: Заболотный, Калугин, Миладинович, Заика, Макеев, Песегов (Лагатор 90'), Померко, Бурмистров, Соловьёв (Горбунов 63'), Саная (Обольский 81'), Барсов. Главный тренер: Александр Точилин. Луч: Котляров, Царикаев, Суслов, Марущак, Степанец, Машнёв (Пономаренко 67'), Замалиев, Носов, Визнович (Калугин 74'), Часовских (Хлебородов 90'), Прокофьев (Голышев 63'). Главный тренер: Рустем Хузин. |                                            |           |                                            |                                                                         |

| 13 октября 2018 16 тур | Томь (Томск)                                                                 | 1:0 (0:0) | Сочи                                                 | Томск                                                                |
| 13:00 МСК | Зуйков 17' · Шумских 45' · Фомин 70' · Тен 72' · Казаев 83′ 84' · Тлупов 86' | Отчет     | 25' Заика · 57' Песегов · 75' Барсов · 90+1' Юрганов | Стадион: Труд Зрителей: 3 400 Судья: Иван Сиденков (Санкт-Петербург) |
| Томь: Шафинский, Тихий, Зуйков (Тен 39'), Шумских, Лисинков, Кухарчук, Фомин, Казаев, Ставпец (Кудряшов 88'), Гвинейский (Макурин 53'), Кузьмичёв (Тлупов 58'). Главный тренер: Василий Баскаков. Сочи: Заболотный, Юрганов, Заика, Миладинович, Макеев, Померко, Песегов (Лагатор 79'), Горбунов (Скляров 89'), Соловьёв, Саная (Обольский 79'), Барсов. Главный тренер: Александр Точилин. |                                                                              |           |                                                      |                                                                      |

| 20 октября 2018 17 тур | Сочи                                                                                             | 4:1 (0:0) | Сибирь (Новосибирск)                        | Сочи                                                          |
| 17:00 МСК | Соловьёв 17' · Лагатор 34' · Барсов 56′ (пен.), 80′ · Горбунов 56' · Померко 76′ · Песегов 90+1′ | Отчёт     | 47′ 56' Беляев · 82' Макаренко · 89' Аравин | Стадион: Фишт Зрителей: 2 607 Судья: Алексей Матюнин (Москва) |
| Сочи: Заболотный, Юрганов, Миладинович, Заика (Почивалин 69'), Макеев, Лагатор (Саная 57'), Соловьёв (Песегов 74'), Горбунов, Бурмистров, Померко, Барсов (Косянчук 87'). Главный тренер: Александр Точилин. Сибирь: Цыган, Макаренко, Кушнирук, Аравин, Смирнов, Чеботару, Азаров, Беляев (Рыжков 73'), Васильев (Гладышев 60'), Киреенко (Дудолев 83'), Галыш (Житнев 73'). Главный тренер: Игорь Чугайнов. |                                                                                                  |           |                                             |                                                               |

| 24 октября 2018 18 тур | Сочи                     | 1:0 (0:0) | Авангард (Курск)         | Сочи                                                          |
| 19:00 МСК | Макеев 54' · Песегов 83′ | Отчёт     | 77' Коробов · 80' Дашаев | Стадион: Фишт Зрителей: 2 420 Судья: Евгений Кукуляк (Калуга) |
| Сочи: Заболотный, Макеев (Калугин 78'), Миладинович, Почивалин, Юрганов, Лагатор (Песегов 70'), Бурмистров, Соловьёв, Горбунов (Саламатов 84'), Померко, Саная (Обольский 89'). Главный тренер: Александр Точилин. Авангард: Чагров, Дашаев, Гоцук, Багаев, Никитин, Акбашев, Альшин (Батютин 63'), Коробов (Руденко 87'), Трошечкин, Стеклов (Земсков 67'), Минаев (Федчук 68'). Главный тренер: Игорь Беляев. |                          |           |                          |                                                               |

| 28 октября 2018 19 тур | Шинник (Ярославль)                      | 1:1 (0:0) | Сочи                         | Ярославль                                                       |
| 14:00 МСК | Самошников 17' · Гелоян 67′ · Булия 70' | Отчёт     | 12' Бурмистров · 72′ Померко | Стадион: Шинник Зрителей: 1 300 Судья: Павел Шадыханов (Москва) |
| Шинник: Яшин, Иванов, Самошников, Магадиев, Цховребов, Деобальд (Булия 36'), Самойлов, Кожемякин (Камилов 35'), Нарылков, Гелоян, Самодин (Алейников 83'). Главный тренер: Александр Побегалов. Сочи: Заболотный, Калугин, Миладинович, Почивалин (Мустафин 61'), Юрганов, Бурмистров, Песегов (Лагатор 66'), Соловьёв (Косянчук 79'), Горбунов, Померко, Саная (Обольский 72'). Главный тренер: Александр Точилин. |                                         |           |                              |                                                                 |

| 4 ноября 2018 20 тур | Сочи                                      | 0:2 (0:1) | Факел (Воронеж)             | Сочи                                                              |
| 17:00 МСК | Лагатор 9' · Саламатов 89' · Мустафин 90' | Отчёт     | 31′ Бирюков · 75′ Афанасьев | Стадион: Фишт Зрителей: 3 268 Судья: Артур Фёдоров (Петрозаводск) |
| Сочи: Заболотный, Калугин, Миладинович, Почивалин (Мустафин 35'), Юрганов, Лагатор (Саная 57'), Бурмистров, Соловьёв (Саламатов 46'), Горбунов (Косянчук 82'), Померко, Барсов. Главный тренер: Александр Точилин. Факел: Кортнев, Божин, Осипенко, Цвейба, Лебеденко (Бабенков 90'), Ломакин (Митасов 65'), Афанасьев (Беликов 87'), Молодцов, Макарчук, Мануковский, Бирюков (Орлов 72'). Главный тренер: Сергей Волгин. |                                           |           |                             |                                                                   |

| 10 ноября 2018 21 тур | Сочи                                                | 2:0 (0:0) | Зенит-2 (Санкт-Петербург) | Сочи                                                               |
| 16:00 МСК | Барсов 70′ (пен.) · Саламатов 87′ · Миладинович 89' | Отчёт     | 89' Бугриев               | Стадион: Фишт Зрителей: 2 860 Судья: Владимир Сельдяков (Балашиха) |
| Сочи: Заболотный, Калугин, Миладинович, Почивалин, Юрганов, Бурмистров, Песегов (Соловьёв 66'), Померко, Горбунов (Саламатов 86'), Саная (Обольский 61'), Барсов (Лагатор 77'). Главный тренер: Александр Точилин. Зенит-2: Гойло, Скроботов, Рукас, Синяк, Бугриев, Казаков (Плетнёв 55'), Капленко (Макеев 82'), Мусаев, Камышев, Тарасов (Иванов 63'), Прудников. Главный тренер: Владислав Радимов. |                                                     |           |                           |                                                                    |

| 14 ноября 2018 22 тур | Сочи | 4:2 (3:0) | Ротор (Волгоград)                                         | Сочи                                                                    |
| 18:00 МСК | Горбунов 2′ 54' · Барсов 16′ (пен.) · Песегов 30′ · Юрганов 44' · Миладинович 47' · Померко 62′ · Саная 52' 84' | Отчёт     | 34' Эдиев · 57' Маляров · 59' Самсонов · 88′, 90+4′ Мязин | Стадион: Фишт Зрителей: 1 210 Судья: Василий Казарцев (Санкт-Петербург) |
| Сочи: Заболотный, Калугин, Миладинович (Бычков 77'), Почивалин, Юрганов, Бурмистров, Песегов (Лагатор 89'), Померко, Горбунов (Соловьёв 74'), Саная, Барсов (Саламатов 66'). Главный тренер: Александр Точилин. Ротор: Лобанцев, Карпов, Эдиев, Маляров, Самсонов, Попов, Шарипов (Николаев 75'), Завезён, Воробьёв (Мязин 58'), Лобкарёв (Янушковский 80'), Муллин (Абдулавов 58'). Главный тренер: Роберт Евдокимов. | |           |                                                           |                                                                         |

| 18 ноября 2018 23 тур | Химки                       | 0:0 (0:0) | Сочи             | Химки                                                             |
| 14:00 МСК | Петрусёв 59' · Мостовой 79' | Отчёт     | 18' 41' Горбунов | Стадион: Родина Зрителей: 1 500 Судья: Николай Волошин (Смоленск) |
| Химки: Хомич, Данилкин, Филин, Смирнов, Корян, Петрусёв (Моргунов 61'), Рязанцев, Боженов, Нетфуллин, Мостовой, Белоус. Главный тренер: Игорь Шалимов. Сочи: Заболотный, Калугин, Бычков, Почивалин, Лагатор, Бурмистров (Косянчук 70'), Померко, Соловьёв (Мустафин 64'), Горбунов, Песегов, Барсов (Обольский 75'). Главный тренер: Александр Точилин. |                             |           |                  |                                                                   |

| 24 ноября 2018 24 тур | Сочи                                                                     | 4:1 (1:1) | Балтика (Калининград)                                                                                | Сочи                                                             |
| 17:00 МСК | Барсов 22′ (пен.) · Миладинович 36' · Саламатов 79′, 85′ · Лагатор 90+3′ | Отчёт     | 19' 21' Крючков · 37′ (пен.) Магаль · 48' 51' Григорьев · 76' Таказов · 80' Помазан · 87' Каленкович | Стадион: Фишт Зрителей: 2 254 Судья: Станислав Васильев (Ижевск) |
| Сочи: Заболотный, Калугин, Миладинович, Почивалин, Бычков, Косянчук (Саламатов 68'), Песегов (Лагатор 78'), Померко, Соловьёв (Обольский 61'), Барсов, Саная (Юрганов 40'). Главный тренер: Александр Точилин. Балтика: Помазан, Крючков, Таказов, Каленкович, Плиев, Магаль, Дзаламидзе (Плопа 64'), Григорьев, Дмитриев, Шешуков, Погребняк (Радунович 63'). Главный тренер: Игорь Ледяхов. |                                                                          |           | |                                                                  |

| 3 марта 2019 25 тур | Нижний Новгород | 0:0 (0:0) | Сочи                                       | Нижний Новгород                                                         |
| 14:00 МСК | Аюпов 71'       | Отчёт     | 58' Обольский · 64' Казаев · 77' Почивалин | Стадион: Нижний Новгород Зрителей: 5 873 Судья: Алексей Сухой (Люберцы) |
| Нижний Новгород: Анисимов, Абрамов, Гогличидзе, Федорив, Морозов, Фомин, Игнатович (Давыдов 88'), Носов (Симанов 70'), Аюпов, Палиенко (Воробьёв 72'), Делькин (Сергеев 56'). Главный тренер: Дмитрий Черышев. Сочи: Заболотный, Калугин, Почивалин (Маргасов 84'), Юрганов, Померко, Лагатор, Бурмистров, Казаев (Горбунов 73'), Песегов, Касаев (Косянчук 90+3'), Обольский (Барсов 62'). Главный тренер: Александр Точилин. |                 |           |                                            |                                                                         |

| 10 марта 2019 26 тур | Сочи                                        | 1:0 (1:0) | Армавир                                           | Сочи                                                       |
| 16:00 МСК | Горбунов 22′ 31' · Казаев 69' · Юрганов 74' | Отчёт     | 57' Мирошниченко · 74' Веркашанский · 85' Клопков | Стадион: Фишт Зрителей: 2 634 Судья: Роман Сафьян (Москва) |
| Сочи: Заболотный, Юрганов, Калугин, Маргасов, Казаев (Миладинович 90+2'), Лагатор, Касаев (Бахтияров 67'), Песегов (Косянчук 84'), Горбунов, Померко, Барсов (Обольский 87'). Главный тренер: Александр Точилин. Армавир: Руденок, Кутин, Концедалов, Тен, Мирошниченко, Безлихотнов (Романенко 76'), Лаук, Клопков, Поляков (Веркашанский 29'), Гурфов, Мичуренков (Синявский 46'). Главный тренер: Арсен Папикян. |                                             |           |                                                   |                                                            |

| 16 марта 2019 27 тур | Краснодар-2 | 0:2 (0:1) | Сочи                                | Краснодар                                                                           |
| 15:00 МСК | Голубев 68' | Отчёт     | 31′ Юрганов · 90+4′ 90+4' Обольский | Стадион: Стадион академии ФК «Краснодар» Зрителей: 800 Судья: Алексей Амелин (Тула) |
| Краснодар-2: Адамов, Парадин, Голубев (Назаров 68'), Ивашин, Марков, Таранов, Григорян, Уткин, Черников (Игнатьев 46', Бородин 88'), Халназаров, Онугха (Якимов 59'). Главный тренер: Александр Нагорный. Сочи: Заболотный, Миладинович, Юрганов, Калугин, Маргасов, Почивалин (Бычков 84'), Лагатор, Песегов (Косянчук 89'), Касаев (Обольский 88'), Померко, Барсов (Альфред 73'). Главный тренер: Александр Точилин. |             |           |                                     |                                                                                     |

| 24 марта 2019 28 тур | Сочи                                                                 | 2:0 (1:0) | СКА-Хабаровск              | Сочи                                                               |
| 14:00 МСК | Песегов 14′ (пен.) 17' · Казаев 57′ · Почивалин 80' · Заболотный 85' | Отчёт     | 64' Буйволов · 67' Алейник | Стадион: Фишт Зрителей: 3 380 Судья: Владимир Сельдяков (Балашиха) |
| Сочи: Заболотный, Маргасов, Почивалин, Юрганов, Лагатор, Казаев (Альфред 83'), Бурмистров (Горбунов 66'), Песегов (Миладинович 77'), Касаев, Померко, Барсов (Обольский 71'). Главный тренер: Александр Точилин. СКА-Хабаровск: Опарин, Суслов, Ненахов (Карасёв 30'), Буйволов, Хомуха, Алейник (Малеев 75'), Кабутов, Камеш, Никифоров (Кабаев 59'), Квеквескири, Булия (Казанков 76'). Главный тренер: Вадим Евсеев. |                                                                      |           |                            |                                                                    |

| 30 марта 2019 29 тур | Мордовия (Саранск)                                              | 0:2 (0:0) | Сочи                                                        | Саранск                                                                        |
| 17:00 МСК | Адаев 54' · Петров 56' · Ятченко 57' · Киреев 65' · Соболев 86' | Отчёт     | 50' Лагатор · 61′ Казаев · 66′ (пен.) Барсов · 78' Косянчук | Стадион: Мордовия Арена Зрителей: 2 378 Судья: Иван Сиденков (Санкт-Петербург) |
| Мордовия: Кобзев, Сухарев, Ятченко, Лебедев, Климов, Мухаметшин (Деревягин 67'), Дворецков (Соболев 80'), Петров, Орлов (Поярков 70'), Адаев (Ермаков 71'), Киреев. Главный тренер: Марат Мустафин. Сочи: Заболотный, Юрганов, Миладинович, Почивалин (Маргасов 79'), Калугин, Казаев, Лагатор (Косянчук 69'), Бурмистров, Горбунов, Касаев (Обольский 53'), Барсов (Альфред 71'). Главный тренер: Александр Точилин. |                                                                 |           |                                                             |                                                                                |

| 7 апреля 2019 30 тур | Сочи                               | 1:1 (0:0) | Тюмень                                   | Сочи                                                              |
| 16:00 МСК | Обольский 67' · Песегов 76′ (пен.) | Отчёт     | 58' Милосавлев · 61′ Чудин · 76' Лихачёв | Стадион: Фишт Зрителей: 6 124 Судья: Максим Чембулатов (Кострома) |
| Сочи: Заболотный, Миладинович, Юрганов, Почивалин (Калугин 81'), Маргасов, Казаев (Обольский 64'), Бурмистров, Песегов, Горбунов (Бахтияров 66'), Померко, Барсов (Альфред 72'). Главный тренер: Александр Точилин. Тюмень: Вамбольт, Коваленко, Васиев (Шакуро 70'), Бем, Лихачёв, Фомин, Милосавлев (Ослоновский 62'), Глухов (Маринкович 46'), Рябокобыленко, Чудин, Щербак (Вотинов 46'). Главный тренер: Горан Алексич. |                                    |           |                                          |                                                                   |

| 13 апреля 2019 31 тур | Тамбов                                     | 0:3 (0:2) | Сочи                                                 | Тамбов                                                              |
| 15:30 МСК | Муйива 74' 81' · Рагулькин 75' · Рыбин 84' | Отчёт     | 18′ Песегов · 22′ Юрганов · 30' Калугин · 90′ Барсов | Стадион: Спартак Зрителей: 3 100 Судья: Владимир Москалёв (Воронеж) |
| Тамбов: Шелия, Чистяков, Горбатюк, Рыбин, Альшин (Мурнин 46'), Муйива, Чуперка, Думбия (Мамтов 46'), Килин, Аппаев, Обухов (Рагулькин 74'). Главный тренер: Мурат Искаков. Сочи: Заболотный, Маргасов, Миладинович, Юрганов, Калугин (Почивалин 90+2'), Лагатор, Казаев (Горбунов 84'), Песегов (Косянчук 77'), Померко, Бурмистров, Обольский (Барсов 66'). Главный тренер: Александр Точилин. |                                            |           |                                                      |                                                                     |

| 20 апреля 2019 32 тур | Сочи                                               | 2:1 (1:1) | Чертаново (Москва)                                                | Сочи                                                                  |
| 14:00 МСК | Песегов 10′, 63′ · Миладинович 27' · Лагатор 90+1' | Отчёт     | 4′ Колесниченко · 31' Михайлов · 33' Паршиков · 45+1' Солдатенков | Стадион: Фишт Зрителей: 5 356 Судья: Игорь Низовцев (Нижний Новгород) |
| Сочи: Заболотный, Миладинович, Почивалин (Калугин 87'), Маргасов, Юрганов, Песегов (Косянчук 87'), Казаев (Горбунов 60'), Померко, Бурмистров, Лагатор, Барсов (Обольский 70'). Главный тренер: Александр Точилин. Чертаново: Ломаев, Паршиков, Солдатенков, Михайлов, Бартасевич, Колесниченко (Герчиков 79'), Горшков, Пруцев, Ежов (Никулин 83'), Прудников (Конев 74'), Сарвели (Тюменцев 89'). Главный тренер: Игорь Осинькин. |                                                    |           |                                                                   |                                                                       |

| 24 апреля 2019 33 тур | Луч (Владивосток)            | 0:1 (0:0) | Сочи                                      | Владивосток                                                  |
| 12:00 МСК | Гордиенко 70' · Степанец 79' | Отчёт     | 68′ Обольский · 77' Померко · 87' Песегов | Стадион: Динамо Зрителей: 1 200 Судья: Алексей Амелин (Тула) |
| Луч: Котляров, Степанец, Марущак, Насадюк, Замалиев, Павленко, Кротов, Дзахов (Хлебородов 81'), Пономаренко, Визнович, Гордиенко (Часовских 72'). Главный тренер: Рустем Хузин. Сочи: Заболотный, Калугин, Юрганов, Бычков, Маргасов, Казаев (Саламатов 69'), Бурмистров, Песегов (Косянчук 88'), Касаев (Бахтияров 77'), Померко, Барсов (Обольский 70'). Главный тренер: Александр Точилин. |                              |           |                                           |                                                              |

| 28 апреля 2019 34 тур | Сочи                                                                     | 3:1 (1:1) | Томь (Томск)                                                               | Сочи                                                              |
| 15:00 МСК | Бурмистров 30' · Барсов 37′ 40' 67' · Песегов 73′ (пен.) · Обольский 83′ | Отчёт     | 18' Шумских · 34' Ставпец · 45+2′ 89' Каккоев · 55' Мануйлов · 71' Макурин | Стадион: Фишт Зрителей: 4 385 Судья: Лаша Верулидзе (Владикавказ) |
| Сочи: Заболотный, Калугин, Почивалин (Маргасов 46'), Юрганов, Лагатор, Казаев (Обольский 70'), Бурмистров, Песегов (Миладинович 87'), Касаев (Горбунов 69'), Померко, Барсов. Главный тренер: Александр Точилин. Томь: Мелихов, Бугаев, Каккоев, Мануйлов, Шумских, Сасин (Андреев 80'), Ставпец, Шалаев, Макурин (Карымов 83'), Калинский, Абдулавов (Крапухин. Главный тренер: Василий Баскаков. |                                                                          |           |                                                                            |                                                                   |

| 4 мая 2019 35 тур | Сибирь (Новосибирск)                | 0:1 (0:1) | Сочи                                           | Новосибирск                                                   |
| 13:00 МСК | Свежов 35' · Галыш 56' · Беляев 78' | Отчёт     | 7′ (пен.) Песегов · 83' Лагатор · 90' Горбунов | Стадион: Спартак Зрителей: 1 850 Судья: Сергей Чебан (Москва) |
| Сибирь: Киселёв, Смирнов, Копаев, Курбанов, Полюткин, Макаренко, Свежов, Чеботару, Азаров (Беляев 46'), Киреенко (Сафронов 67'), Галыш (Житнев 68'). Главный тренер: Игорь Чугайнов. Сочи: Заболотный, Миладинович, Почивалин (Маргасов 80'), Юрганов, Калугин, Лагатор, Песегов, Казаев, Касаев (Горбунов 81'), Бурмистров (Косянчук 89'), Обольский (Альфред 84'). Главный тренер: Александр Точилин. |                                     |           |                                                |                                                               |

| 11 мая 2019 36 тур | Авангард (Курск)                                     | 2:1 (1:1) | Сочи                      | Курск                                                                  |
| 16:00 МСК | Коробов 23' · Федотов 45′ · Руденко 59′ · Федчук 84' | Отчет     | 7′ Обольский · 13' Казаев | Стадион: Трудовые резервы Зрителей: 3 270 Судья: Игорь Панин (Дмитров) |
| Авангард: Чагров, Дашаев, Багаев, Гоцук, Никитин, Коробов (Земсков 89'), Федотов (Руденко 58'), Каюмов (Стеклов 82'), Батютин (Машуков 66'), Трошечкин, Федчук. Главный тренер: Игорь Беляев. Сочи: Заболотный, Миладинович (Бахтияров 83'), Почивалин (Горбунов 53'), Юрганов, Маргасов, Лагатор, Песегов, Казаев (Косянчук 70'), Касаев (Саламатов 64'), Бурмистров, Обольский. Главный тренер: Александр Точилин. |                                                      |           |                           |                                                                        |

| 19 мая 2019 37 тур | Сочи                                         | 0:0 (0:0) | Шинник (Ярославль)                         | Сочи                                                                 |
| 16:00 МСК | Лагатор 5' · Почивалин 81' · Обольский 90+1' | Отчёт     | 11' Магадиев · 39' Камилов · 48' Алейников | Стадион: Фишт Зрителей: 6 320 Судья: Артём Любимов (Санкт-Петербург) |
| Сочи: Солдатенко, Маргасов, Миладинович (Бахтияров 54'), Калугин, Бычков, Саламатов, Горбунов (Бурмистров 64'), Касаев, Косянчук, Лагатор (Почивалин 70'), Альфред (Обольский 63'). Главный тренер: Александр Точилин. Шинник: Яшин, Иванов, Покидышев, Цховребов (Шайморданов 71'), Магадиев (Гелоян 46'), Деобальд (Низамутдинов 46'), Алейников, Камилов (Дроздов 43'), Кожемякин, Самойлов, Самодин. Главный тренер: Александр Побегалов. |                                              |           |                                            |                                                                      |

| 25 мая 2019 38 тур | Спартак-2 (Москва) | 1:1 (0:1) | Сочи                                        | Москва                                                                                               |
| 14:00 МСК | Нимели 45+1' 53′   | Отчёт     | 14′ (авт.) Мамин · 51' Юрганов · 61' Бычков | Стадион: Стадион академии «Спартак» имени Ф. Черенкова Зрителей: 480 Судья: Евгений Кукуляк (Калуга) |
| Спартак-2: Шитов, Сазонов, Маслов, Мамин, Воропаев, Бакаев (Прошляков 65'), Фольмер, Бакалюк, Рудковский (Полубояринов 46'), Васильев (Сунгатулин 74'), Нимели. Главный тренер: Виктор Булатов. Сочи: Солдатенко, Маргасов, Почивалин, Бычков, Юрганов, Песегов, Саламатов, Косянчук (Калугин 76'), Бахтияров, Касаев (Горбунов 46'), Альфред (Лагатор 55'). Главный тренер: Александр Точилин. |                    |           |                                             | |

## Кубок России

### 1/32 финала
| 22 августа 2018 1/32 финала | Черноморец (Новороссийск)                          | 2:1 (1:1) | Сочи                                               | Новороссийск                                                         |
| 18:30 МСК | Юдин 5' · Черткоев 21′ · Мендель 47' · Захаров 79′ | Отчёт     | 6′ (пен.) Бурмистров · 23' Горбунов · 60' Мустафин | Стадион: Центральный Зрителей: 3 500 Судья: Юнус Кошко (Белореченск) |
| Черноморец: Швагирев, Пуляев, Юдин, Кузнецов, Резников, Селеменев, Мендель, Гаранжа (Ахмеджанов 90'), Черткоев (Лезгинцев 45+2'), Агаронян (Захаров 73'), Лукьянов (Стефанович 63'). Главный тренер: Хазрет Дышеков. Сочи: Солдатенко, Юрганов, Калугин, Заика (Почивалин 61'), Мустафин, Саламатов (Барсов 57'), Горбунов, Косянчук (Песегов 75'), Бурмистров (Скляров 37'), Лагатор, Обольский. Главный тренер: Александр Точилин. |                                                    |           |                                                    |                                                                      |